# Derrick Atkins
Derrick Atkins (né le 5 juin 1984) est un athlète bahaméen spécialiste du 100 mètres. Depuis 2007, il est l'actuel recordman bahaméen du 100 m avec 9 s 91. Lors de cette même course, il glana la médaille d'argent du 100 m des mondiaux 2007 à Osaka.

## Biographie
Aux championnats du monde de 2007, il a remporté la médaille d'argent du 100 m derrière Tyson Gay mais devant l'autre grand favori de la course Asafa Powell. Courant en 9 s 91, il signait ainsi un record national.
Le 16 août 2008, il participe aux demi-finales du 100 m des Jeux olympiques 2008 à Pékin mais échoue à la 6e place de sa demi-finale en 10 s 13.
Le 15 août 2009, lors des Championnats du monde d'athlétisme 2009 de Berlin, il terminera 5e de sa série en 10 s 44 (-0,4 m/s) derrière Martial Mbandjock, Obinna Metu, Asafa Powell et Aziz Ouhadi.

## Palmarès

### Championnats du monde d'athlétisme
- Championnats du monde de 2005 à Helsinki (Finlande) 
  - éliminé en série sur 100 m
- Championnats du monde de 2007 à Osaka (Japon) 
  -  Médaille d'argent sur 100 m

### Jeux d'Amérique centrale et des Caraïbes
- 2006 à Cartagène (Colombie)
  -  Médaille d'argent du 100 m en 10 s 13
  -  Médaille d'argent du relais 4 × 100 m en 39 s 44 avec Adrian Griffith, Rodney Green et Dominic Demeritte

## Sources
- (en) Cet article est partiellement ou en totalité issu de l’article de Wikipédia en anglais intitulé « Derrick Atkins » (voir la liste des auteurs).